# SB alt 24
Die SB alt 24 waren Dampflokomotiven der Südbahngesellschaft (SB), einer privaten Bahngesellschaft Österreich-Ungarns.
Ab 1864 bekamen sie die Reihenbezeichnung SB 30.
Die acht Lokomotiven wurden von der Maschinenfabrik Esslingen 1859 geliefert.
Sie ähnelten vier namenlosen Lokomotiven, die im selben Jahr von der Wiener Neustädter Lokomotivfabrik für die Kaiser Franz Joseph-Orientbahn gebaut worden waren und die 1861 bei der Südbahn die Reihennummer 25 erhielten.
Die Esslinger hatten aber im Gegensatz zu den Wiener Neustädter Maschinen Außensteuerung.
Darüber hinaus gab es absolut keinen Witterungsschutz für das Lokpersonal.
Die bruchanfälligen Hallschen Kurbeln dürften der Grund dafür gewesen sein, dass nach den acht Maschinen keine weiteren bestellt wurden.
Ab 1903 wurden die Lokomotiven ausgemustert.
Die letzte Maschine wurde 1920 verkauft.